# Briedel
Briedel település Németországban, Rajna-vidék-Pfalz tartományban. Lakosainak száma 885 fő (2023. december 31.).

## Fekvése
Zell nyugati szomszédjában fekvő település.

## Leírása
Briedel egy vincellérfalu, mely a Mosel völgyének gyöngyszeme, ahol már a római korban őrtorony állt, s melynek maradványai még láthatók.
A középkorban tornyokkal megerősített körfal védte. E körfal maradványaihoz tartoznak a Baglyok tornya (Eulenturm) és némi falmaradványok is.
A községháza a 17. század eleje körül épült. Briedel jelképe a magasban épült Szt. Márton templom (St. Martin), szép mennyezeti festményekkel.

## Nevezetességek
- Körfal maradványai a Baglyok tornyával
- Szt. Márton templom

## Galéria

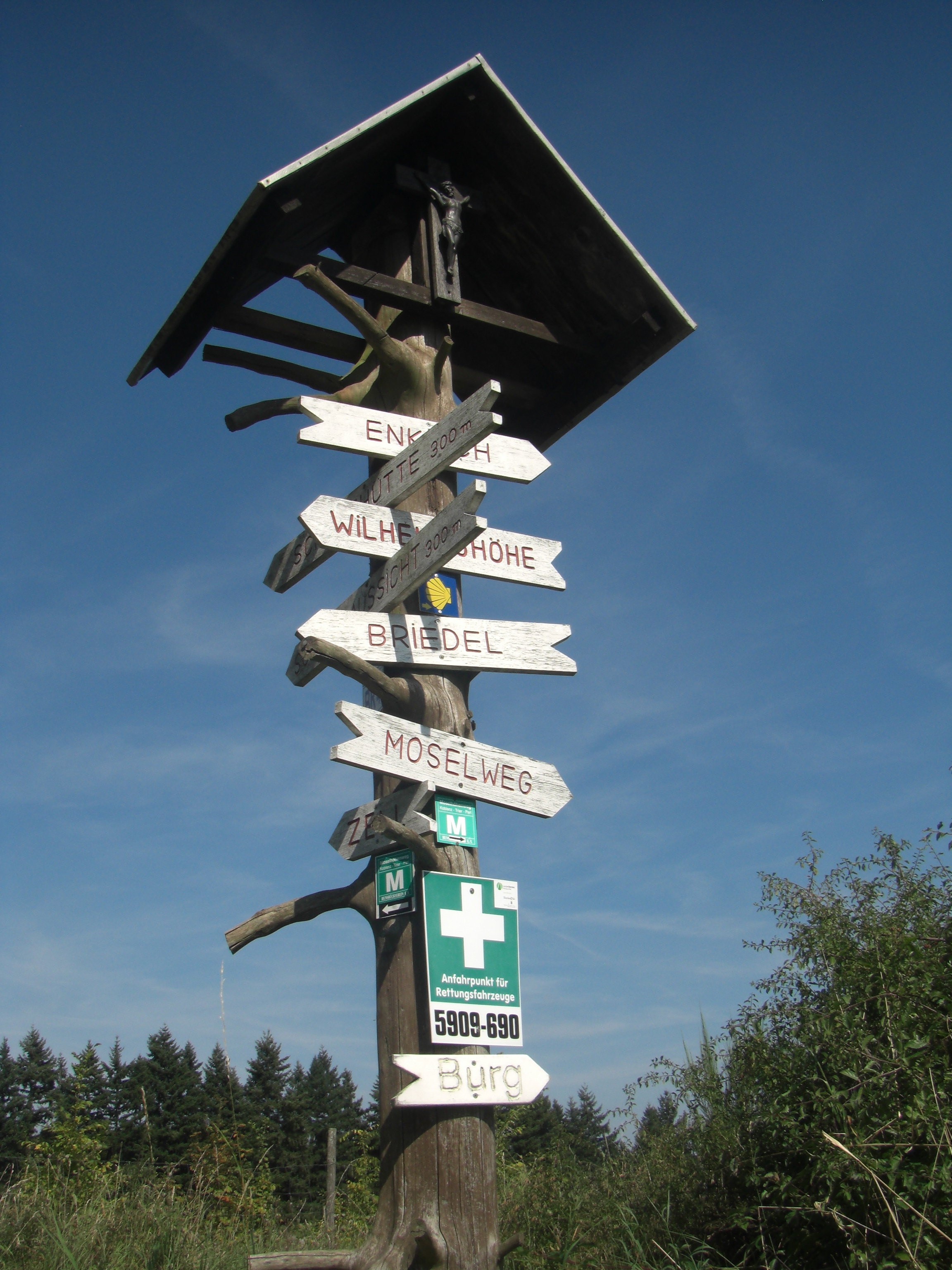
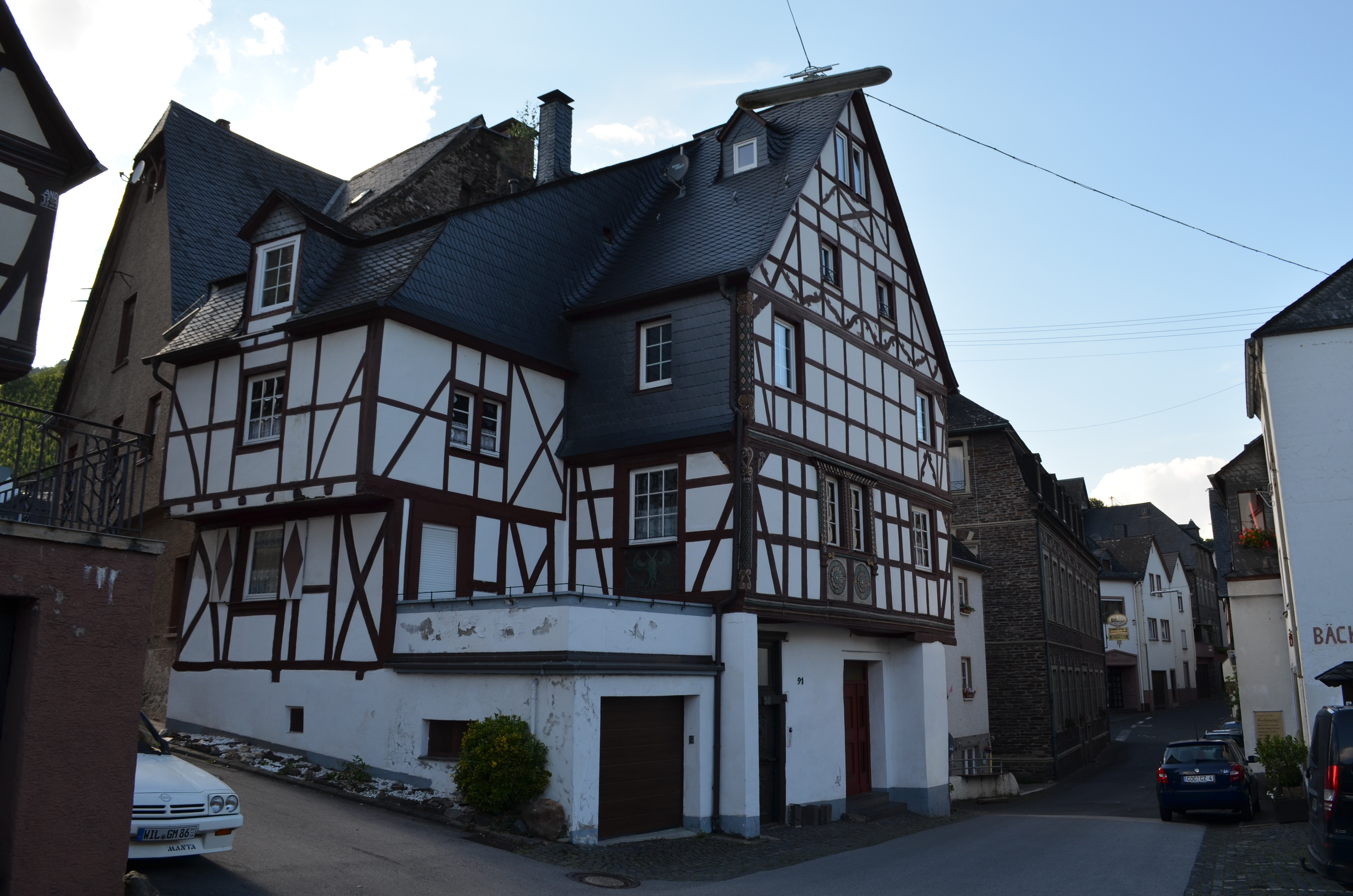
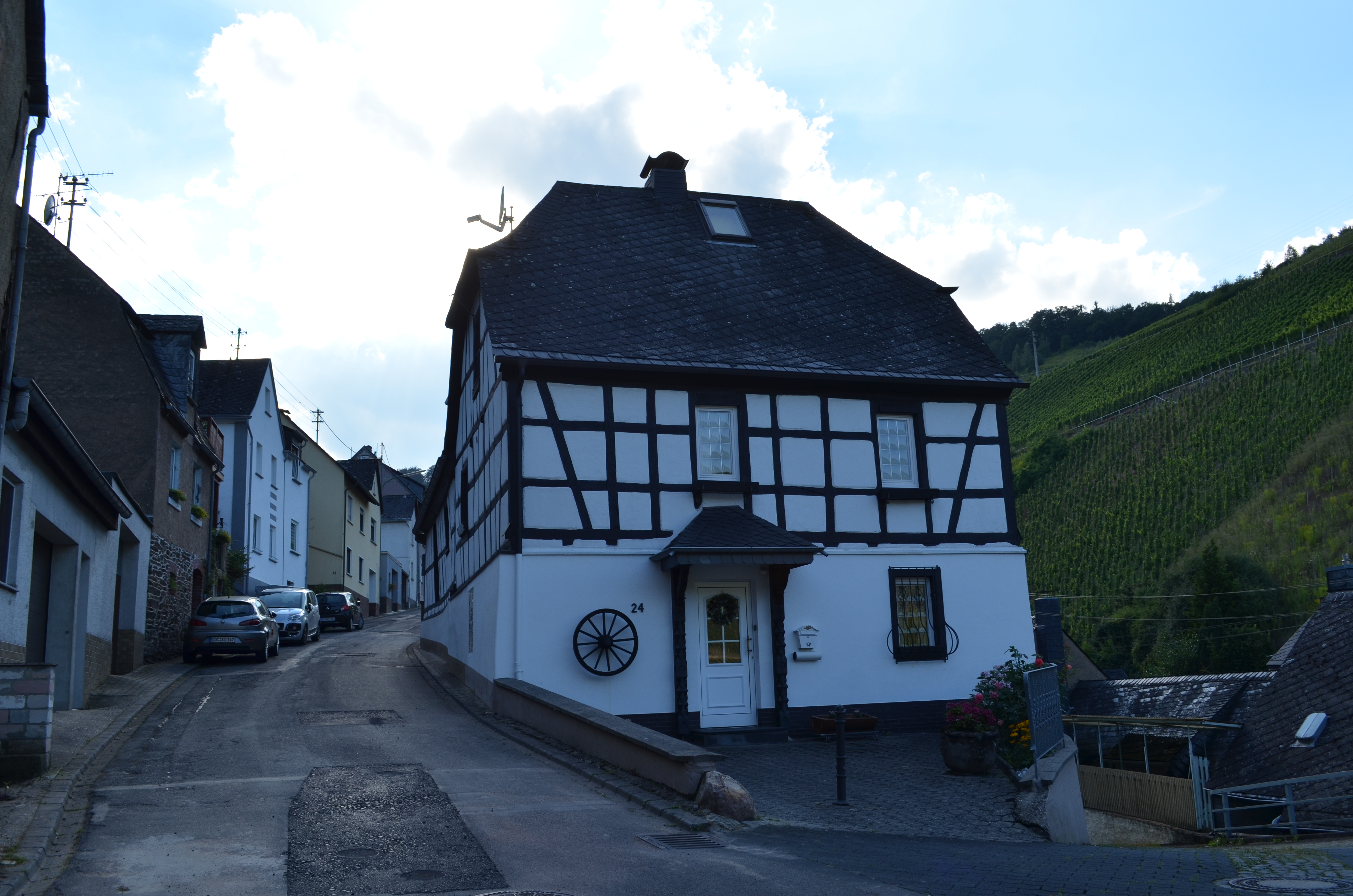